# De heldin van de Mekong

De ligging van de Laos in Azië.

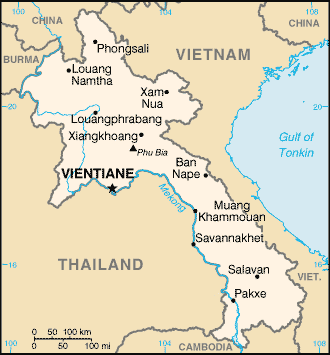
Een overzichtskaart van Laos.

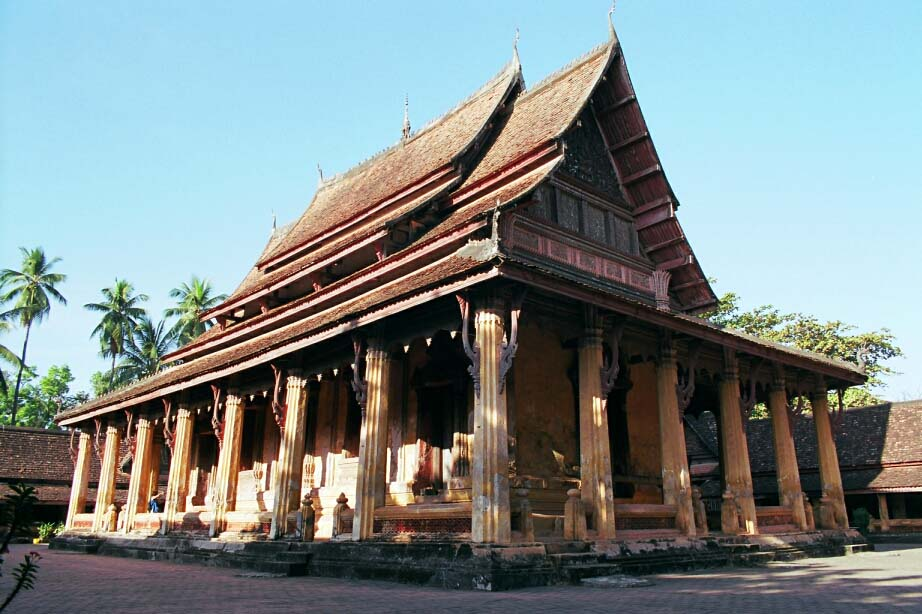
De tempel Wat Si Saket in de hoofdstad Vientiane.

De heldin van de Mekong is een spionageroman van auteur Gérard de Villiers en is het 28e deel uit de S.A.S.-reeks met als protagonist de Oostenrijkse prins en freelance CIA-agent Malko Linge.

## Het verhaal
Het gerucht doet de ronde dat de CIA betrokken is bij de distributie van van opium en heroïne uit Laos naar de Verenigde Staten.
De directeur van de CIA, David Wise, maakt zich grote zorgen over dit gerucht en stuurt zijn enige zoon met een speciale opdracht naar Laos, namelijk het ter plaatse verrichten van onderzoek of het gerucht enige waarheid bevat.
Dan wordt het ontzielde lichaam van Derek Wise in het oerwoud aangetroffen.
Malko vertrekt naar Laos om de verantwoordelijken van deze laffe moord op te sporen. Vanuit de hoofdstad Vientiane volgt hij het spoor van het witte poeder het ondoordringbare oerwoud in, dat letterlijk met lijken lijkt bezaaid.

## Personages
- Malko Linge, een Oostenrijkse prins en CIA-agent;
- David Wise, de directeur van de Amerikaanse inlichtingendienst CIA;
- Derek Wise, de zoon van David Wise;
- Cynthia, een weelderige schone.